# 普羅民遮街
普羅民遮街（荷蘭語：De Stadt Proventie）位於現臺南市中西區忠義路至永福路之間的民權路二段，於荷治時期建造，又稱大井頭街，鄭氏、清領時期稱十字大街，日治時期改為本町通，戰後闢建並改稱為民權路二段。

## 沿革

### 荷治時期
記載西元1625年1月14日關於澎湖及安平會議的宋克議事錄中，提及自荷蘭人從澎湖遷至安平以來，中國人大量湧入，使商館所在的沙洲地過於擁擠，此後移入的中國人及日本人恐怕將無地方居住，故荷蘭人決定跨台江內海到內陸興建房屋，使其發展成為一條市街。 經宋克評諮議會評估後決定命名為普羅民遮。
荷蘭東印度公司於1648年後將普羅民遮市街重新規劃，普羅民遮街的範圍從大井頭至鷲嶺，在公司主導下將原先的華人聚落改成棋盤式、網格狀的直角街道，為台灣第一條歐式街道。早期作為商業重心，街道除了民生商店林立，亦含有貨物轉運的功能，不僅是本土貨物出口的集貨地，也同時是進口商品的集散地，與熱蘭遮城形成一個雙城水路運輸系統。

### 明鄭時期
明鄭時期，普羅民遮街因商業日漸繁榮及人口聚集，與禾寮港街、上橫街（今忠義路）相互交會形成名為「十字街」或「大街」的街道， 成為府城商業主要地。鄭經命陳永華以十字街為中心劃市區為東安、鎮北、寧南、西定四坊，其中普羅民遮街位於西定坊。經過道路開闢普羅民遮市街長度越過鷲嶺至東嶽殿（今民權路一段），市街以鷲嶺為分界點分別命名為大井頭街、後嶺街，原普羅民遮街自此擁有大井頭街的別名。

### 清領時期
清領時期為府城商業貿易達到最顛峰之時期，隨處可見特色各異的街道與聚落。此時期普羅民遮街被規劃為市集，一分為二成雙邊街，中央則擺攤、建設店舖，成為當時最繁華之所在。當時普羅民遮街又根據其商業活動的種類分段命名為鞋街、竹仔街等。

### 日治時期
於日治時期，原普羅民遮街隨著町名改正政策的實施，改稱為「本町通」。1907年日人為了讓馬路通行，拆除街道中央的店舖、屋舍，將其拓闢成9公尺寬的道路。1911年在市區改正後，市街中心逐漸轉移到廣町通(今中正路)。但直到戰後初期，它一直都是府城的重要道路。

### 戰後至今
普羅民遮街沿街本就充滿一進式或多進式之街屋，日治時期雖有拓寬但其沿著原道路走向，致使內側地塊深度遭到縮減，還保存著細長排列之地貌。不過街道拓寬對於臺南的道路及空間結構仍造成極大影響。戰後普羅民遮街被稱為民權路，1965年再被拓寬為15公尺道路。